# Коротченя Іван Михайлович
 Іван Михайлович Коротченя (нар. 13 серпня 1948 року, село Таль, Любанський район, Мінська область) — білоруський політичний діяч, учений-економіст, доктор економічних наук, професор. Академік Міжнародної академії організаційних та управлінських наук (1994), Міжнародної академії наук інформації, інформаційних процесів і технологій (1995), Міжнародної академії наук вищої школи (1997).

## Біографія
Закінчив у 1967 році сільськогосподарський технікум, а в 1975 році агрономічний факультет Білоруської сільськогосподарської академії, в 1986 році — Мінську вищу партійну школу.
У 1969—1975 рр. працював головним агрономом, заступником голови колгоспу імені Білоруського військового округу Любанських району. У 1975—1976 рр. — начальником Любанської райдержсемстанції, в 1976—1986 рр. працював начальником управління сільського господарства, першим заступником голови Узденського райвиконкому. У 1986—1990 — першим секретарем Вілейського міськкому КПБ.
Депутат Верховної Ради Білорусі (1990—1992), член Президії, голова Комісії з питань гласності, засобів масової інформації та прав людини; депутат Верховної Ради Республіки Білорусь (1995—1996), депутат Палати представників Національного зборів Республіки Білорусь (1996—2000).
У 1992—1998 рр. — координатор Робочої групи Ради глав держав та Ради глав урядів СНД, Виконавчий Секретар СНД.
З 2000 року на викладацькій роботі в Москві. Автор понад 40 наукових робіт.
Кандидат економічних наук (1994), тема дисертації: «Становлення та умови розвитку інтеграційного економічного союзу держав — учасників СНД».
Доктор економічних наук (1996), тема дисертації: «Стратегія і перспективи формування економічного союзу країн СНД».
Деякі джерела стверджують про ймовірні контакти Івана Коротчені з кримінальним світом,.

## Нагороди
Нагороджений орденом Дружби Народів (Росія)